# Navahondilla
Navahondilla è un comune spagnolo di 304 abitanti situato nella comunità autonoma di Castiglia e León.